# Trznadel żółtogardły
Trznadel żółtogardły (Schoeniclus elegans) – gatunek małego ptaka z rodziny trznadli (Emberizidae). Występuje w Azji Wschodniej. Nie jest zagrożony wyginięciem. W Polsce ma status uciekiniera z niewoli (kategoria E według Komisji Faunistycznej Sekcji Ornitologicznej Polskiego Towarzystwa Zoologicznego).

## Systematyka
Część systematyków zalicza trznadla żółtogardłego do rodzaju Emberiza. Wyróżnia się dwa podgatunki S. elegans:
- S. e. elegans (Temminck, 1836)
- S. e. elegantula (Swinhoe, 1870)

Proponowany podgatunek ticehursti (opisany znad rzeki Sidemi w południowej części Kraju Nadmorskiego) zsynonimizowano z podgatunkiem nominatywnym.

## Zasięg występowania
Poszczególne podgatunki zamieszkują:
- S. e. elegans – gniazduje we wschodniej Rosji, północno-wschodnich Chinach, Korei oraz na Cuszimie (południowo-zachodnia Japonia); zimuje głównie w Korei, południowej Japonii i południowo-wschodnich Chinach
- S. e. elegantula – gniazduje od środkowych do południowo-wschodnich Chin

## Status
IUCN uznaje trznadla żółtogardłego za gatunek najmniejszej troski (LC, Least Concern) nieprzerwanie od 1988 roku. Liczebność światowej populacji nie została oszacowana, ale ptak ten opisywany jest jako dość pospolity. Ze względu na brak dowodów na spadki liczebności bądź istotne zagrożenia dla gatunku BirdLife International ocenia trend liczebności populacji jako prawdopodobnie stabilny.